# Trusso-Schlucht
Die Trusso-Schlucht (georgisch თრუსოს ხეობა/Trussos cheoba; ossetisch Тырсыгом/Tyrsygom; russisch Трусовское ущелье, Trussowskoje uschtschelje) ist ein Gebirgstal im Großen Kaukasus. Es liegt auf dem Staatsgebiet Georgiens in der Munizipalität Qasbegi der Region Mzcheta-Mtianeti und wird von einer gemischten Bevölkerung aus Georgiern und Osseten bewohnt. In der Trusso-Schlucht entspringt den Gletschern des nahegelegenen Bergmassivs Kasbek der Fluss Terek, dessen Mittel- und Unterlauf zu Russland, dabei auf dem Abschnitt unmittelbar jenseits der Staatsgrenze ab der Darialschlucht zur Republik Nordossetien-Alanien gehört.
Von Zentralgeorgien aus ist die Trusso-Schlucht nur über den 2379 m hohen Kreuzpass, über den die Georgische Heerstraße verläuft, erreichbar. Zum westlich anschließenden Südossetien, von dem die Schlucht durch den dort knapp 3800 m hohen Wasserscheidekamm des Großen Kaukasus, auf diesem Abschnitt auch Mtiuleti-Kamm genannt, getrennt ist, besteht keine direkte Straßenverbindung.
Die Bevölkerung des dünn besiedelten Tals bestand traditionell aus Osseten; Ende der 1980er-Jahre lebten in den Dörfern der Trusso-Schlucht etwa 1000 Menschen. Mit dem Zerfall der Sowjetunion und dem Krieg um das angrenzende Südossetien kam es zu ethnischen Spannungen zwischen Georgiern und Osseten, die viele in Georgien lebende Osseten in die Emigration trieben. Bei der georgischen Volkszählung 2002 war das Trusso-Tal praktisch entvölkert und hatte noch 47 Einwohner, davon 45 Osseten; bis 2011 sank die Einwohnerzahl weiter auf 29, verteilt auf vier Dörfer (von 18 noch in den 1980er-Jahren bewohnten).
Der damalige Präsident der nur von wenigen Staaten anerkannten Republik Südossetien, Eduard Kokoity, forderte im August 2009 den Anschluss der Schlucht an das von seiner Regierung kontrollierte Gebiet. Die Trusso-Schlucht sei unter Stalin dem georgischen Kernland zugeschlagen worden, obwohl sie historisch ossetisches Gebiet sei. Das Gebiet gehörte allerdings bereits zur Zeit des Russischen Reiches zum Ujesd Duscheti des Gouvernements Tiflis, aus dem unter anderem der spätere Rajon – die heutige Munizipalität – Qasbegi hervorging, und somit seit dessen Gründung 1922 nie zum Südossetischen Autonomen Gebiet.